# Oriol Alsina
Josep Oriol Alsina Garcia (Arenys de Mar, Barcelona, 21 de agosto de 1968), conocido como Oriol Alsina es un entrenador de fútbol español. Actualmente dirige al Club de Fútbol Badalona Futur de la Segunda Federación.

## Trayectoria

### Como entrenador
Formado en la UE Llagostera, comenzó en el mundo de los banquillos en 1997 y dirigiría al conjunto catalán hasta el año 2000 en una primera etapa. 
Tras pasar por la Unió Deportiva Cassà, en 2004 regresa a la UE Llagostera, donde conseguiría cinco ascensos en siete años, acabando su segunda etapa en el banquillo de la UE Llagostera al término de la temporada 2012-13. 
En verano de 2013, pasó a ser el segundo entrenador y director deportivo del Llagostera, intercambiándose los papeles con Lluís Carrillo, debido a que no disponía de la titulación necesaria para ejercer como entrenador. El 4 de febrero de 2013, Carrillo fue confirmado como primer entrenador, mientras que Alsina pasaba a ser el secretario técnico del club. En junio de 2014, después de lograr un ascenso a Segunda A, tanto Carrillo como Alsina anunciaron su marcha de la entidad para dedicarse completamente al Girona FC (compatibilizaban diferentes funciones con los dos clubes), aunque finalmente terminaron echándose atrás por diferencias con la directiva y regresaron al Llagostera: Alsina, como director deportivo; y Carrillo, como ojeador.
El 22 de octubre de 2014, el club confirma que Carrillo y Alsina serán el nuevo dúo de entrenadores del primer equipo, sustituyendo a Santi Castillejo. El tándem logró salvar al equipo gerundense del descenso con bastante comodidad. En julio de 2015, por fin con el título, asume el cargo de primer entrenador. No obstante, su estreno en solitario en el banquillo no fue positivo, ya que el Llagostera descendió a Segunda División B. Continuó dirigiendo al equipo catalán una temporada más en la categoría de bronce, hasta que en mayo de 2017 anunció que no iba a continuar.
En verano 2018, regresa al banquillo de la U. E. Costa Brava al que dirige durante cuatro temporadas más, tres temporadas en Segunda División B de España y la temporada 2021-22 en Primera Federación, donde no lograría mantener la categoría.
El 4 de agosto de 2022, es confirmado como entrenador del Club de Fútbol Badalona Futur de la Segunda Federación.

## Clubes

### Como jugador
| Club                  | País   | Año   |
| --------------------- | ------ | ----- |
| C. F. Arenys de Mar   | España | -     |
| U. E. Rubí            | España | -     |
| C. F. Balaguer        | España | -     |
| R.C.D.Espanyol B      | España | -     |
| U. E. Vilassar de Mar | España | -     |
| C. F. Sils            | España | -     |
| Arbúcies C. F.        | España | -     |
| U. E. Llagostera      | España | -1996 |

### Como entrenador
| Club                          | País   | Año           |
| ----------------------------- | ------ | ------------- |
| U. E. Llagostera              | España | 1997-2000     |
| U. D. Cassà "B"               | España | 2002-2004     |
| U. E. Llagostera              | España | 2004-2013     |
| U. E. Llagostera              | España | 2015-2017     |
| U. E. Llagostera              | España | 2018-2022     |
| Club de Fútbol Badalona Futur | España | 2022-Presente |